# Weryfikacja (film)
Weryfikacja – polski film z 1986 roku w reżyserii Mirosława Gronowskiego.

## Fabuła
Polska, rok 1982, marzec, trzeci miesiąc trwa stan wojenny. Reporter pracujący w „Tygodniku” kradnie ciężarówkę z bazy samochodowej i wyrusza w kraj.

## Obsada
- Marek Kondrat − jako reportażysta Marek Labus
- Jan Englert − jako Janusz Malicki, kierownik działu w redakcji „Tygodnika”
- Maria Pakulnis − jako Kaśka, dziennikarka tygodnika
- Adam Ferency - jako Łukasz, redaktor naczelny "Tygodnika"
- Marek Bargiełowski - jako Marianek, członek redakcji „Tygodnika”
- Marek Lewandowski - jako Zbyszek Znamierowski, członek redakcji "Tygodnika"
- Gustaw Holoubek − jako Gucio Nawrot, były redaktor naczelny „Tygodnika”
- Dorota Pomykała - jako Elżbieta, była partnerka Labusa
- Piotr Skarga − jako członek redakcji „Tygodnika”
- Antonina Girycz-Dzienisiewicz − jako kelnerka Krysia
- Iwona Głębicka - jako Magda Kowalkowa
- Anna Kaźmierczak - jako Dorota Marcelówna
- Andrzej Piszczatowski - jako "Doktor" szef przemytników
- Michał Juszczakiewicz- jako "Koleś" przemytnik
- Krzysztof Kiersznowski - jako "Wysoki" przemytnik
- Marian Opania - jako "Siwy" członek komisji weryfikacyjnej
- Piotr Machalica - jako Olgierd, przyjaciel Marka Labusa

## Nagrody
- 1986 - Brązowe Lwy Gdańskie - Maria Pakulnis - Nagroda za drugoplanową rolę kobiecą.